# 군사기밀
군사기밀(軍事機密, 영어: Military Secret)은 국가의 안전 보장을 위하여 지켜야 할 군사에 관한 기밀을 말한다.

## 설명
군사기밀이란 일반인에게 알려지지 아니한 것으로서 그 내용이 누설되면 국가안전보장에 명백한 위험을 초래할 우려가 있는 군(軍) 관련 문서, 도화(圖畵), 전자 기록 등 특수 매체 기록 또는 물건으로서 군사기밀이라는 뜻이 표시 또는 고지되거나 보호에 필요한 조치가 이루어진 것과 그 내용을 말한다.

## 열람과 취급
군사기밀을 열람·취급하려면 비밀취급인가증이 필요하다. 비밀취급인가증을 발급받으려면 신원조사를 거쳐야 한다.
1급 비밀의 경우 인가권자가 극히 제한되어 있다. 1급 비밀은 대통령, 국무총리, 국가정보원장, 국방부 장관, 방위사업청장, 국방과학연구소장, 합동참모의장, 각군 참모총장, 장성급 작전사령관 등 지정된 사람만 접근이 가능하다.

## 군사기밀 등급
군사기밀은 그 내용이 누설되는 경우 국가안전보장에 미치는 영향의 정도에 따라 1급 비밀, 2급 비밀, 3급 비밀로 등급을 구분한다.
- 군사 1급 비밀(Top Secret): 군사기밀 중 누설될 경우 국가안전보장에 치명적인 위험을 끼칠 것으로 명백히 인정되는 가치를 지닌 것
- 군사 2급 비밀(Secret): 군사기밀 중 누설될 경우 국가안전보장에 현저한 위험을 끼칠 것으로 명백히 인정되는 가치를 지닌 것
- 군사 3급 비밀(Confidential): 군사기밀 중 누설될 경우 국가안전보장에 상당한 위험을 끼칠 것으로 명백히 인정되는 가치를 지닌 것

그 외 등급
- 대외비
- SI(Special Intelligence; 특수정보)

## 군사기밀의 등급 기준[6]

### 1급 비밀
1. 비밀 군사동맹 추진계획 또는 비밀 군사동맹조약
2. 전쟁 계획 또는 정책
3. 전략무기 개발계획 또는 운용계획
4. 극히 보안이 필요한 특수공작계획
5. 주변국에 대한 우리 측의 판단과 의도가 포함된 장기적이고 종합적인 군사전략

### 2급 비밀
1. 집단안보결성 추진계획
2. 비밀 군사외교활동
3. 전략무기 또는 유도무기의 사용지침서 및 완전한 제원
4. 특수공작계획 또는 보안이 필요한 특수작전계획
5. 주변국과 외교상 마찰이 우려되는 대외정책 및 정보보고
6. 군사령부급 이상까지 모두 포함된 편제 또는 장비 현황
7. 국가적 차원의 동원내용이 포함된 동원계획
8. 종합적이고 중장기적인 전력 정비 및 운영·유지 계획
9. 간첩용의자를 내사 또는 수사 중인 수사기관 또는 군부대 활동내용
10. 암호화 프로그램
11. 군용 암호자재

### 3급 비밀
1. 전략무기 또는 유도무기 저장시설 또는 수송계획
2. 종합적인 연간 심리전 작전계획
3. 상황 발생에 따른 일시적인 작전활동
4. 사단(해군의 함대, 공군의 비행단을 포함한다. 이하 이 표에서 같다)급 이상 부대의 전체 편제 또는 장비 현황
5. 연대급 이상 증편 계획
6. 정보부대 또는 군사안보지원부대의 세부조직 및 세부임무
7. 장성급 장교를 장으로 하는 전투부대, 정보부대 및 군사안보지원부대의 현직 지휘관의 인물 첩보
8. 종합적인 방위산업체의 생산 또는 수리 능력
9. 사단급 이상 통신망 운용지시 및 통신규정
10. 전산보호 소프트웨어
11. 군용 음어자재(陰語資材)

## 같이 보기
- 영업비밀
- 기밀유지 협약
- 군사정보보호협정

## 참조
- 보안업무규정
- 군사기밀 보호법
- 군사기밀 보호법 시행령